# 西敏-布蘭遜
西敏-布蘭遜（英語：Westminster-Branson）是加拿大安大略省多倫多的一個社區，位於該市北端的北約克。
布蘭遜社區位於芬治路沿線，巴佛士街以西，當河西支流以東。西敏社區位於西敏墳場以北，向北延伸至士刁士路（多倫多北部邊界），是北約克全科醫院布蘭遜院區的駐地。

## 人口
西敏-布蘭遜有許多俄語及烏克蘭語人士，其中不少是蘇聯猶太裔人士，經由以色列移居加拿大。該社區的主要族裔有猶太裔、俄羅斯裔及菲律賓裔。

## 教育

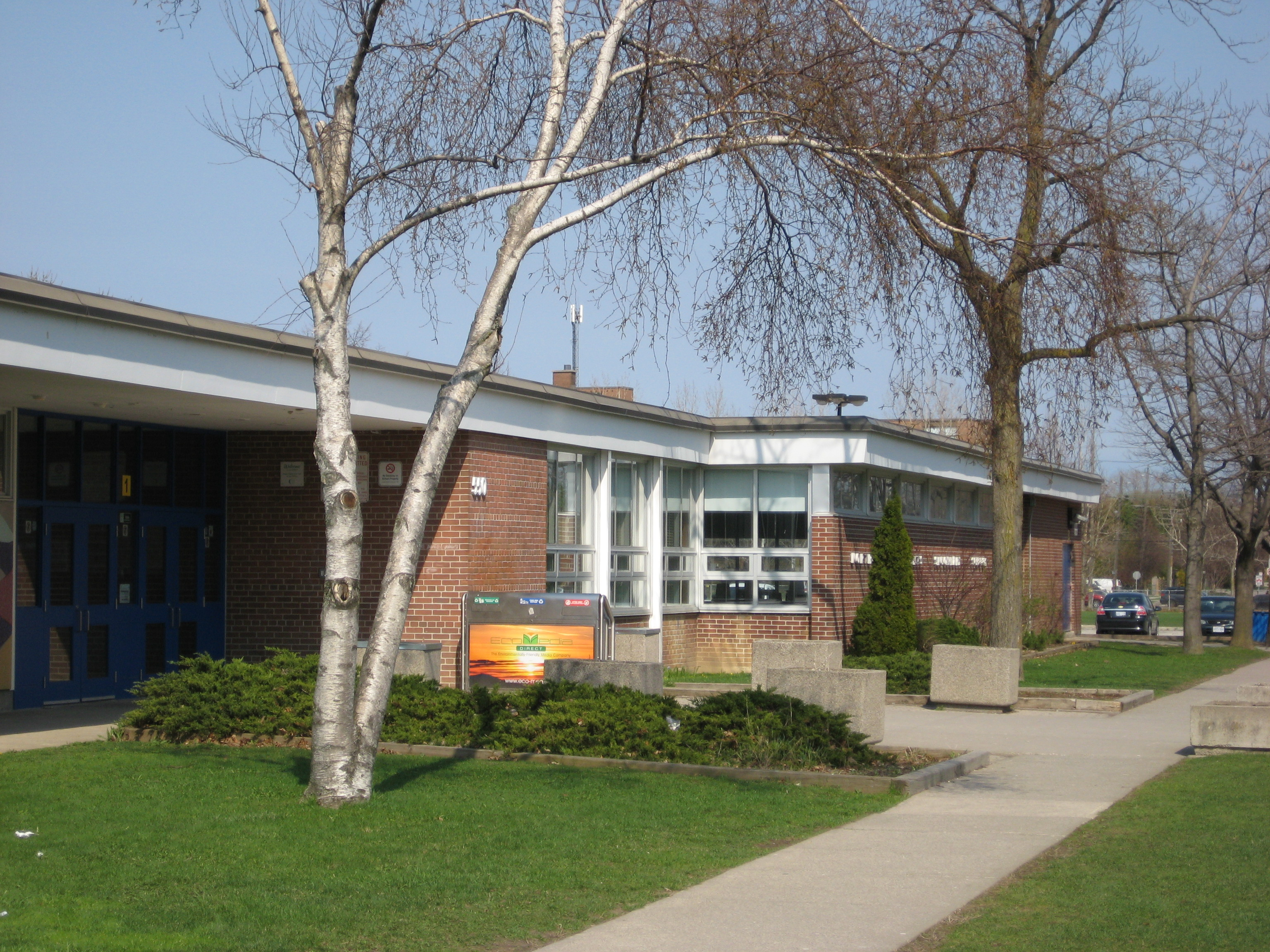
北景嶺中學是社區的一所公立中學

多倫多公校教育局在該社區運營樂福公立學校（Rockford Public School）及北景嶺中學。

## 運輸
西敏-布蘭遜有3條主幹路貫穿該社區，其中巴佛士街為南北向，士刁士路及芬治路則為東西向。
社區交通運輸服務由多倫多公車局提供。

## 外部連結
- Westminster-Branson （页面存档备份，存于） neighbourhood profile at Toronto.ca

43°39′22″N 79°28′30″W / 43.656°N 79.475°W